# Platonești
Platonești es una comuna ubicada en el distrito de Ialomița, Rumania.

## Superficie
Cuenta con una superficie de 41,70 kilómetros cuadrados.

## Demografía
Hasta 2021 la población era de 1582 habitantes, con una densidad de población de 37,94 habitantes por kilómetro cuadrado.